# Michael Tavera
Michael "Mike" Tavera (Tháng chín 1961) là một nhà soạn nhạc người Mỹ. Ông làm việc cho rất nhiều bộ phim truyền hình, thường là phim hoạt hình.

## Các tác phẩm có tham gia
- 1983: Star Search (phim truyền hình nhiều tập)
- 1988: Fantastic Max (phim truyền hình nhiều tập)
- 1988: Lucky Stiff
- 1990: Captain N & the Adventures of Super Mario Bros. 3 (phim truyền hình nhiều tập)
- 1991: Good Sports (phim truyền hình nhiều tập)
- 1991: Où est Charlie? (Where's Waldo?) (phim truyền hình nhiều tập)
- 1991: Charlie Hoover (phim truyền hình nhiều tập)
- 1992: Shelley Duvall's Bedtime Stories (phim truyền hình nhiều tập)
- 1992: Beethoven
- 1992: Sightings (phim truyền hình nhiều tập)
- 1992: Melrose Place (phim truyền hình nhiều tập)
- 1992: Frozen Assets
- 1993: Bitter Harvest
- 1993: Exosquad (phim truyền hình nhiều tập)
- 1993: The Chili Con Carne Club
- 1993: Sonic the Hedgehog (phim truyền hình nhiều tập)
- 1994: Le Petit Dinosaure: Petit-Pied et son nouvel ami (The Land Before Time II: The Great Valley Adventure) (phim)
- 1995: Le Petit Dinosaure: La Source miraculeuse (The Land Before Time III: The Time of the Great Giving) (phim)
- 1995: Mr. Payback: An Interactive Movie
- 1996: Le Petit Dinosaure: Voyage au pays des brumes (The Land Before Time IV: Journey Through the Mists) (phim)
- 1996: Casper (phim truyền hình nhiều tập)
- 1996: No One Would Tell (Phim truyền hình)
- 1997: Le Petit Dinosaure: L'Île mystérieuse (The Land Before Time V: The Mysterious Island) (phim)
- 1997: Dying to Belong (Phim truyền hình)
- 1997: Chérie, nous avons été rétrécis (Honey, We Shrunk Ourselves) (phim)
- 1997: Two Came Back (Phim truyền hình)
- 1997: L'Homme-fusée (Rocket Man)
- 1997: M. Magoo (Mr. Magoo)
- 1998: Toonsylvania (phim truyền hình nhiều tập)
- 1998: Culture
- 1998: Girl
- 1998: Hyperion Bay (phim truyền hình nhiều tập)
- 1998: Un si long sommeil (Forever Love) (Phim truyền hình)
- 1998: Le Petit Dinosaure: La Légende du mont Saurus (The Land Before Time VI: The Secret of Saurus Rock) (phim)
- 1999: Morsures mortelles (Silent Predators) (Phim truyền hình)
- 1999: Beyond Chance (phim truyền hình nhiều tập)
- 1999: Falcone contre Cosa Nostra (Excellent Cadavers)
- 1999: An American Tail: The Mystery of the Night Monster (phim)
- 2000: Qui a tué Mona ? (Drowning Mona)
- 2000: Les Quintuplés (Quints) (Phim truyền hình)
- 2001: House of Mouse (phim truyền hình nhiều tập)
- 2001: Time Squad (phim truyền hình nhiều tập)
- 2001: Butt-Ugly Martians (phim truyền hình nhiều tập)
- 2001: Le Petit Dinosaure: La pluie d'étoiles glacées (The Land Before Time VIII: The Big Freeze) (phim)
- 2002: Cendrillon 2: Une vie de princesse (Cinderella II: Dreams Come True) (phim)
- 2002: Lilo & Stitch
- 2002: ¡Mucha Lucha! (phim truyền hình nhiều tập)
- 2002: Le Petit Dinosaure: Mo, l'ami du grand large (The Land Before Time IX: Journey to the Big Water) (phim)
- 2003: Charlotte's Web 2 (Charlotte's Web 2: Wilbur's Great Adventure) (phim)
- 2003: Stitch! The Movie (phim)
- 2003: Lilo & Stitch: The Series (phim truyền hình nhiều tập)
- 2003: Le Petit Dinosaure: La grande migration des long-cous (The Land Before Time X: The Great Longneck Migration) (phim)
- 2005: On Native Soil
- 2005: The Fix